# Paravelleda
Paravelleda is een kevergeslacht uit de familie van de boktorren (Cerambycidae). De wetenschappelijke naam van het geslacht werd voor het eerst geldig gepubliceerd in 1936 door Breuning.

## Soorten
Paravelleda omvat de volgende soorten:
- Paravelleda aberrans (Duvivier, 1891)
- Paravelleda albofasciata Breuning, 1963
- Paravelleda bispinosa (Aurivillius, 1910)
- Paravelleda gedeensis Adlbauer, 2010
- Paravelleda grisescens Breuning, 1950
- Paravelleda kenyensis (Breuning, 1936)
- Paravelleda nyassana Breuning, 1936
- Paravelleda orientalis Breuning, 1956
- Paravelleda pulchra Breuning, 1938
- Paravelleda tanganjicae Breuning, 1966